# Cloven Hoof
Cloven Hoof (engl. „gespaltener Huf“) ist eine Heavy-Metal-Band aus England. Die Band wurde 1979 gegründet und gehörte zur New Wave of British Heavy Metal.

## Bandgeschichte
Ihre erste Demoaufnahme gefiel Robert Plant (Led Zeppelin) so gut, dass er es in eine nationale Radiostation mitnahm. Rob Halford (Judas Priest) ließ das Tape ebenfalls in einer Radiostation in Phoenix, Arizona spielen.
Nach dem einzigen Achtungserfolg des Debütalbums Cloven Hoof (1992 unter dem Titel The Gates of Gehenna zusammen mit der EP The Opening Ritual, als Bootleg-CD auf "Reborn Classics" wiederveröffentlicht) löste sich die Band nach drei weiteren eher erfolglosen Scheiben wieder auf. Nach einem Reunionkonzert 2004 im Rahmen des Keep-It-True-Festivals waren von der alten Bandbesetzung noch der Bassist und Kopf der Band Lee Payne, der Sänger Russ North (1965–2025) und der Gitarrist Andrew Wood dabei. Im Jahre 2006 wurde dann das Album Eye of the Sun veröffentlicht, wobei Bassist Lee Payne hier eine komplett neue Truppe am Start hatte. Für die folgende Veröffentlichung The Definitive Part One von 2008 war auch Original-Sänger Russ North wieder mit dabei. Das Album enthält vor allem Neueinspielungen alter Stücke. 2009 traten Cloven Hoof auf dem Bang Your Head Festival, dem Keep It True sowie dem Headbangers Open Air auf.

## Diskografie
Studio-Alben
- Cloven Hoof (1984)
- Dominator (1988, Wiederveröffentlichung 2011 & 2012)
- A Sultan's Ransom (1989, Wiederveröffentlichung 2012)
- Eye of the Sun (2006)
- Resist or Serve (2014)
- Who Mourns for the Morning Star (2017)
- Age of Steel (2020)
- Time Assassin (2022)
- Heathen Cross (2024)

Livealben
- Fighting Back (1986)

Kompilation-Alben
- The Definitive Part One (2008)

EPs
- The Opening Ritual (1982)
- Throne of Damnation (2010)

Demos
- 1982 Demo (1982)
- Second 1982 Demo (1982)

Videos und DVDs
- A Sultan's Ransom - Video Archive (DVD; 2010)